# Буку
Буку (рум. Bucu) — комуна у повіті Яломіца в Румунії. До складу комуни входить єдине село Буку.
Комуна розташована на відстані 111 км на схід від Бухареста, 10 км на північний схід від Слобозії, 103 км на північний захід від Констанци, 100 км на південний захід від Галаца.

## Населення
За даними перепису населення 2002 року у комуні проживали 5287 осіб.
Національний склад населення комуни:
| Національність   | Кількість осіб | Відсоток |
| ---------------- | -------------- | -------- |
| румуни           | 5231           | 98,9%    |
| цигани           | 53             | 1,0%     |
| угорці           | 1              | < 0,1%   |
| росіяни-липовани | 1              | < 0,1%   |
| греки            | 1              | < 0,1%   |

Рідною мовою назвали:
| Мова      | Кількість осіб | Відсоток |
| --------- | -------------- | -------- |
| румунська | 5278           | 99,8%    |
| циганська | 7              | 0,1%     |
| угорська  | 1              | < 0,1%   |
| грецька   | 1              | < 0,1%   |

Склад населення комуни за віросповіданням:
| Релігія        | Кількість осіб | Відсоток |
| -------------- | -------------- | -------- |
| православні    | 5258           | 99,5%    |
| п'ятдесятники  | 6              | 0,1%     |
| греко-католики | 6              | 0,1%     |
| адвентисти     | 6              | 0,1%     |
| бретрени       | 3              | 0,1%     |
| римо-католики  | 2              | < 0,1%   |
| атеїсти        | 1              | < 0,1%   |

## Зовнішні посилання
- Дані про комуну Буку на сайті Ghidul Primăriilor [Архівовано 13 листопада 2008 у Wayback Machine.]